# Фінал WTA 2023, парний розряд
Лаура Зігемунд та Віра Звонарьова виграли змагання пар на завершальному турнірі 2023 року, здолавши в фіналі дует Ніколь Меліхар-Мартінес / Еллен Перес з рахунком 6–4, 6–4. Зігемунд стала першою німецькою чемпіонкою фіналу WTA.
Титул повинні були захищати Вероніка Кудерметова та Елісе Мертенс, але Кудерметова цього року не вдібралася. Партнеркою Мертенс стала Сторм Гантер, але вони поступилися в півфіналі парі Зігемунд / Звонарьова.
Гантер здобула право називатися першою ракеткою світу в парній грі після того, як Коко Гофф та Джессіка Пегула не зуміли вийти з групи. Габріела Дабровскі, Катержина Сінякова, Зігемунд та  Аояма Сюко також претендували на це право перед турніром.  
Гантер, Перес, Ерін Рутліфф та Зігемунд грали в фіналі WTA вперше.

## Сіяні
1. Коко Гофф /  Джессіка Пегула (група)
2. Сторм Гантер /  Елісе Мертенс (півфінал)
3. Аояма Сюко /  Ена Сібахара (група)
4. Барбора Крейчикова /  Катержина Сінякова (група)
5. Дезіре Кравчик /  Демі Схюрс (група)
6. Лаура Зігемунд /   Віра Звонарьова (Чемпіонки)
7. Габріела Дабровскі /  Ерін Рутліфф (півфінал)
8. Ніколь Меліхар-Мартінес /  Еллен Перес (фінал)

## Запасні
1. Міріам Колодзєйова /  Маркета Вондроушова (не грали)

## Сітка

### Легенда
| - Q = Кваліфаєр - WC = Вайлд-кард - LL = Щасливий лузер | - Alt = Заміна - SE = Виняток - PR = Захищений рейтинг | - w/o = Без гри - r = Зняття - d = Присуджено перемогу |

### Фінальна частина
|  | Півфінали | Півфінали                           | Півфінали                      | Півфінали | Півфінали |                                |   | Фінал                               | Фінал | Фінал | Фінал | Фінал |
|  |           |                                     |                                |           |           |                                |   |                                     |       |       |       |       |
|  | 7         | Габріела Дабровскі Ерін Рутліфф     | 1                              | 7         | [6]       |                                |   |                                     |       |       |       |       |
|  | 8         | Ніколь Меліхар-Мартінес Еллен Перес | 6                              | 61        | [10]      |                                |   |                                     |       |       |       |       |
|  | 8         | Ніколь Меліхар-Мартінес Еллен Перес | 6                              | 61        | [10]      |                                | 8 | Ніколь Меліхар-Мартінес Еллен Перес | 4     | 4     |       |       |
|  |           |                                     |                                |           |           |                                | 8 | Ніколь Меліхар-Мартінес Еллен Перес | 4     | 4     |       |       |
|  |           | 6                                   | Лаура Зігемунд Віра Звонарьова | 6         | 6         |                                |   |                                     |       |       |       |       |
|  | 6         | 6                                   | Лаура Зігемунд Віра Звонарьова | 6         | 6         | Лаура Зігемунд Віра Звонарьова | 3 | 6                                   | [10]  |       |       |       |
|  | 6         |                                     |                                |           |           | Лаура Зігемунд Віра Звонарьова | 3 | 6                                   | [10]  |       |       |       |
|  | 2         | Сторм Гантер Елісе Мертенс          | 6                              | 3         | [5]       |                                |   |                                     |       |       |       |       |

### Група Магагуаль
|   |                                       | Гофф Пегула      | Крейчикова Сінякова   | Зігемунд Звонарьова   | Дабровскі Рутліфф | В–П | Сети В–П | Гейми В–П | Місце |
| 1 | Коко Гофф Джессіка Пегула             |                  | 6–3, 5–7, [6–10]      | 6–3, 4–6, [8–10]      | 6–7(2–7), 3–6     | 0–3 | 2-6      | 30-34     | 4     |
| 4 | Барбора Крейчикова Катержина Сінякова | 3–6, 7–5, [10–6] |                       | 3–6, 7–6(8–6), [5–10] | 4–6, 5–7          | 1–2 | 3-5      | 30-37     | 3     |
| 6 | Лаура Зігемунд Віра Звонарьова        | 3–6, 6–4, [10–8] | 6–3, 6–7(6–8), [10–5] |                       | 4–6, 2–6          | 2–1 | 4-4      | 29-32     | 2     |
| 7 | Габріела Дабровскі Ерін Рутліфф       | 7–6(7–2), 6–3    | 6–4, 7–5              | 6–4, 6–2              |                   | 3–0 | 6-0      | 38-24     | 1     |

### Група Мая Ка'ан
|   |                                     | Гантер Мертенс | Аояма Сібахара   | Кравчик Схюрс | Меліхар-Мартінес Перес | В–П | Сети В–П | Гейми В–П | Місце |
| 2 | Сторм Гантер Елісе Мертенс          |                | 6–4, 6–2         | 6–2, 6–3      | 7–5, 6–4               | 3–0 | 6-0      | 37-20     | 1     |
| 3 | Аояма Сюко Ена Сібахара             | 4–6, 2–6       |                  | 7–5, 6–2      | 6–4, 2–6, [6–10]       | 1–2 | 3-4      | 27-30     | 3     |
| 5 | Дезіре Кравчик Демі Схюрс           | 2–6, 3–6       | 5–7, 2–6         |               | 2–6, 5–7               | 0–3 | 0-6      | 19-38     | 4     |
| 8 | Ніколь Меліхар-Мартінес Еллен Перес | 5–7, 4–6       | 4–6, 6–2, [10–6] | 6–2, 7–5      |                        | 2–1 | 4-3      | 33-28     | 2     |

Місця визначаються за: 1) числом перемог; 2) числом матчів; 3) при рівності двох перемогою в особистій грі; 4) при рівності трьох, (a) процентом виграних сетів  (особистою грою, якщо дві залишаються рівними), then (b) процентом виграних геймів (особистою грою, якщо рівність зберігається),  (c) рейтингом WTA